# Kalikles
Kalikles (grško Καλλικλης) domnevno namišljen starogrški sofist v Platonovem dialogu Gorgija.
Možno je, da za literarizacijo katere od zgodovinskih osebnosti, na primer Kritijo ali Alkibiada. Pomisleki proti temu so, da sta ta dva že prisotna v več Platonovih dialogih (Kritija v Platonivih delih Kritija, Protagora, Timaj in Alkibiad v Alkibiad Prvi, Protagora, Simpozij). Dopuščena pa je tudi možnost, da je Kalikles zgodovinska oseba, a je bil zaradi protidemokratičnih stališč in zagovarjanja tiranstva usmrčen.
Kalikles v dialogu s Sokratom zagovarja, da je naravno in pravično, če najmočnejši, najrazumnejši in najpogumnejši vladajo nad šibkejšo večino. Zanj je protinaravno, če se množice združijo in sprejemejo zakonodajo (nómos) proti samovolji močnih. Kaliklesova protidemokratična in protiranska stališča so v dialogu v konfliktu s Sokratovo filozofijo, ki v ospredje pred močjo postavlja pravičnost in premišljenost duše.